# Ґлембочек (гміна Хростково)
Ґлембочек (пол. Głęboczek, нім. Tiefenflur) — село в Польщі, у гміні Хростково Ліпновського повіту Куявсько-Поморського воєводства.
Населення — 161 особа (2011).
У 1975-1998 роках село належало до Влоцлавського воєводства.

## Демографія
Демографічна структура станом на 31 березня 2011 року:
|          | Загалом | Допрацездатний вік | Працездатний вік | Постпрацездатний вік |
| -------- | ------- | ------------------ | ---------------- | -------------------- |
| Чоловіки | 72      | 16                 | 49               | 7                    |
| Жінки    | 89      | 24                 | 47               | 18                   |
| Разом    | 161     | 40                 | 96               | 25                   |